# Палисадная паренхима
Палиса́дная, или сто́лбчатая паренхи́ма, — клетки мезофилла листа некоторых растений, расположенные прямо под верхним слоем эпидермиса и кутикулы. Они имеют удлинённую форму и отличаются от губчатого мезофилла, расположенного под ними. Хлоропласты этих клеток поглощают большую часть световой энергии, используемой листьями. Палисадные клетки есть в листьях двудольных растений, а также в сетчато-прожилковых листьях однодольных, ароидных и диоскорейных.

## Структура
Палисадные клетки содержат большое количество хлоропластов на клетку, и поэтому фотосинтез в них протекает наиболее активно.
Под палисадным мезофиллом располагаются клетки губчатого мезофилла, которые также активно фотосинтезируют. Эти клетки имеют неправильную форму, с большим количеством воздухоносных полостей, которые увеличивают проницаемость листа для углекислого газа.